# Werner Geissler

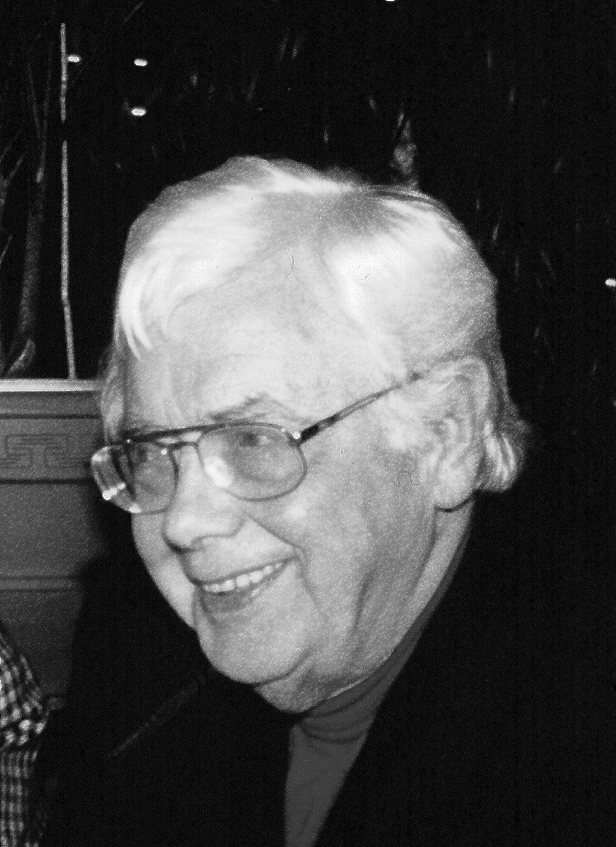
Werner Geissler (1996)

Werner Geissler (Künstlername: Werry) (* 13. April 1925 in Düren; † 19. Juni 2000 ebenda) war ein deutscher Zauberkünstler, Erfinder, Hersteller und Händler von Zauberartikeln, Autor und Verleger sowie Aufklärer von Psi-Phänomenen.

## Leben
Geissler war der Sohn eines Kachelofenbauers aus Thüringen. Sein Interesse an der Zauberei begann, als er mit zwölf Jahren einen Manipulator auf einer Kirmes sah. Nach dem Zweiten Weltkrieg war die Werkstatt des Vaters vernichtet und Werner Geissler ergriff 1948 den Beruf eines Zauberkünstlers, nun nannte er sich „Werry“. 1949 traf er Theo Wolf (Torry) und begann mit ihm gemeinsam aufzutreten. Später gründeten sie eine Zaubergerätefabrik, in der Geissler vornehmlich seine eigenen Erfindungen produzierte. Dazu bildete er sich auf mehreren Gebieten weiter: er erlernte das Druckerhandwerk und bildete sich auf dem Gebiet der Thermoverformung und Spritzgusstechnik weiter. Geissler schaffte mehrere Spritzgussautomaten an, mit denen er Zauberkunststücke aus Kunststoff in Massen produzierte. Etliche der von ihm erfundenen Kunststücke wurden vielfach kopiert.
Seit 1974 hatte sich Geissler dem Kampf gegen Scharlatanerie in der Magie verschrieben. Er kämpfte gegen Menschen und Prinzipien, die den Eindruck von übernatürlichen Wundern erwecken wollten bzw. sollten. Er deckte die Tricks von Uri Geller auf und unternahm daraufhin gegen PSI-Medien eine Aufklärungskampagne, die zu einem längeren Beitrag in der Zeitschrift Der Spiegel führte. Im Fernsehen zeigte er einige Geller-Effekte und andere unerklärliche Kunststücke zur Aufklärung des Publikums.
Er galt zeit seines Lebens als Experte in der Aufklärung übernatürlicher Fähigkeiten und von Psi-Phänomenen.

## Das Unternehmen
Im Jahr 1950 gründeten Geissler und Theo Wolf die Firma Werry & Torry Zauberkunst. 1952 startete er die Herausgabe der Zauber-Zeitschrift Magische Welt, die heute von dem Berufs-Zauberkünstler und Autor Wittus Witt herausgegeben wird. Geissler und Wolf trennten sich 1957 und Wolf gründete das Unternehmen Zum bösen Wolf. Eine eigene Werkstatt mit Vorführbühne wurde 1965 in Düren-Niederau errichtet. Im Jahr 1974 wurde das Magic Center Studio in Düren-Niederau mit einem Theatersaal für 100 Zuschauer eröffnet.

## Bekannte Erfindungen
- 1957: Durania (mechanischer Billardball zum Verdoppeln eines Balles)
- 1959: Blitzcocktail (eine Flüssigkeit erscheint in zwei leeren, transparenten Gläsern)
- 1960: Werrys Brain Wave Coin Box (ein Geldstück durchdringt eine glasklare Plexiglasbox)
- 1961: Coca Cola Sensation (eine gefüllte Cola-Flasche verschwindet spurlos aus einer Kartonröhre)
- 1970: Magie mit Chips (Zauberkunststücke mit Pokerchips)

## Auszeichnungen und Ehrungen
- 1973: Golem Statue (Prager Magier) für die beste europäische Zauberzeitschrift.[7]
- 1985: Johann Nepomuk Hofzinser-Gedächtnisring (Hofzinser-Ring)

## Veröffentlichungen (Auswahl)
- Die gezwungene Wahl. 1955.
- mit Lewis Ganson: Werry's Fantastic Thimbles. 1979.
- Bieg Dich!
- Geld her!
- Magie?
- Artikel in Magische Welt, Magic Around the World